# Zapopan
Zapopan este un oraș din Mexic de peste 1.000.000 locuitori. Face parte din Zona Metropolitană Guadalajara.